# Petit-Dour
Petit-Dour (ook wel geschreven als: Petit Dour) is een dorp in de Henegouwse gemeente Dour.
Al in 1871 had het dorp 800 inwoners en in 1889 werd een eigen kerk, de Sint-Jozefkerk (Église Saint-Joseph) ingewijd. Dit is een neogotisch kerkgebouw. Het dorpje bezat zowel een gevarieerde middenstand als ook verenigingsleven.

## Natuur en landschap
Ten noorden van Petit-Dour bevindt zich het Bos van Colfontaine. Het dorp ligt langs de vallei van de Ruisseau d'Elwasmes. De hoogte aan de kerk bedraagt 126 meter.

## Nabijgelegen kernen
Blaugies, Sars-la-Bruyère